# Lycée Victor-Hugo
Lycée Victor-Hugo je střední škola (gymnázium) v Paříži. Sídlí ve 3. obvodu ve čtvrti Marais. Je pojmenováno na počest francouzského spisovatele Victora Huga. Lyceum se nachází na adrese 27, Rue de Sévigné, oba stupně základní školy na 11, Rue Barbette a 102, Rue Vieille-du-Temple. Školu navštěvuje zhruba 1200 studentů a žáků.

## Historie
Škola byla otevřena v roce 1895 jako páté dívčí lyceum v Paříži (od přijetí zákona v roce 1880 umožňujícího vznik těchto škol). Školní budova byla postavena v letech 1894–1896 na místě bývalého ženského kláštera založeného roku 1622. Autorem staveb je architekt Anatole de Baudot (1834–1915).

## Významní absolventi
- Àstrid Bergès-Frisbeyová (* 1986), francouzsko-španělská herečka
- Geneviève Bresc-Bautier (* 1948), francouzská historička umění
- Dimitri Bodiansky (* 1964), francouzský hudebník
- Marco Enríquez-Ominami (* 1973), chilský politik
- Judith Godrèche (* 1972), herečka
- Renée Lévy (1906–1943), francouzská odbojářka, absolventka a později profesorka
- They An Luu, herečka
- Sophie Makariou (* 1966), kurátorka v Musée Guimet
- Elli Medeiros (* 1956), zpěvačka
- Marion Vernoux (* 1966), režisérka a scenáristka
- Hélène Wlodarczyk (* 1950), lingvistka